# Heinrich Finke
Heinrich Johannes Finke (Krechting, 13 giugno 1855 – Friburgo in Brisgovia, 19 dicembre 1938) è stato uno storico tedesco, noto soprattutto per i suoi studi sulla storia ecclesiastica tardo medievale.

## Biografia

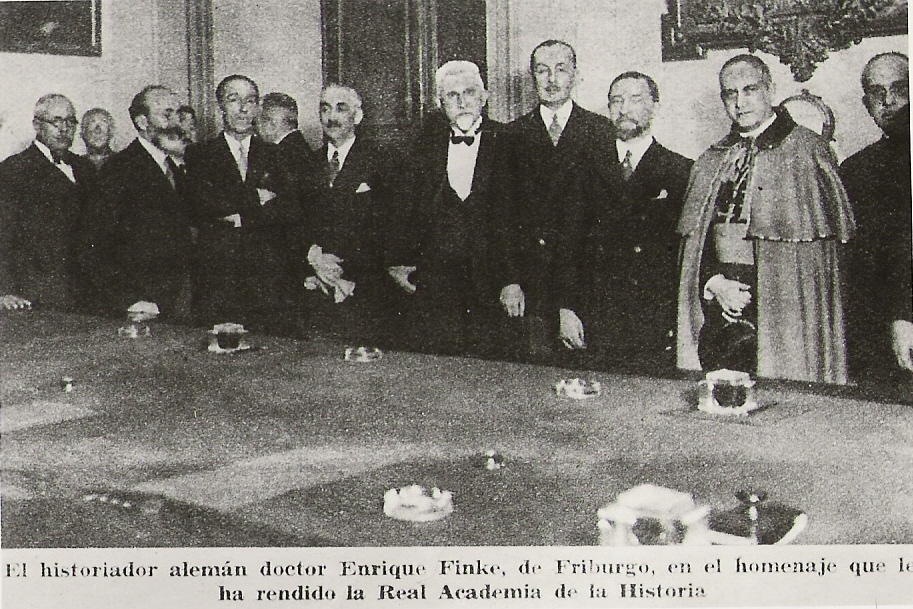
Heinrich Finke (centro) alla Real Academia de la Historia, 1925

Nato in una famiglia di modeste condizioni economiche (il padre era tessitore) Heinrich Finke ebbe difficoltà nel seguire corsi di studio regolari: studiò il latino da autodidatta e iniziò a lavorare mentre era ancora studente. Studiò comunque alle università di Münster e di Tubinga, laureandosi in quest'ultima università nel 1878 e conseguendo il dottorato nel 1880. Fu professore a Münster e a Friburgo in Brisgovia. Anche dopo la cattedra ebbe difficoltà per il Kulturkampf, la politica anticlericale messa in atto dal governo tedesco contro la Chiesa cattolica dopo la fondazione dell'Impero tedesco (1871). Heinrich Finke era infatti cattolico e a lungo presidente della Görres-Gesellschaft (Società di Görres) l'associazione per la promozione in Germania degli studi sul Cattolicesimo.

## Opere
I suoi studi hanno interessato soprattutto la storia ecclesiastica medievale e i rapporti con lo sviluppo della civiltà. 
- Forschungen und Quellen zur Geschichte des Konstanzer Konzils  (Ricerche e fonti sulla storia del Concilio di Costanza), 1889
- Konzilienstudien zur Geschichte des XIII. Jahrhunderts (Studi conciliari sulla storia del XIII secolo), 1891
- Acta Concilii Constanciensis, 1896-1928
- Papsttum und Untergang des Templerordens (Il papato e la decadenza dei Templari), 2 voll., 1907
- Acta Aragonensia : Quellen zur deutschen, italien., französ., span., zur Kirchen- u. Kulturgeschichte aus d. diplomat. Korrespondenz Jaymes II. (1291-1327) (Fonti dalla corrispondenza diplomatica di Giacomo II per la storia tedesca, italiana, francese e spagnola e la storia della Chiesa e della cultura), 3 voll. 1908–1922; ristampa 1966–1968. (Opera in cui sono pubblicati gli atti della Corona d'Aragona a Barcellona, materiale che interessa anche la storia italiana, quella tedesca, la francese e la storia della penisola iberica).
- Weltimperialismus und nationale Regungen im späteren Mittelalter (Imperialismo mondiale e movimenti nazionali nel tardo medioevo), 1916